# Ботанічний сад Ланкестер
Ботанічний сад Ланкестер (ісп. Jardín Botánico Lankester) — ботанічний сад у місті Параїсо провінції Картаго (Коста-Рика).
Працює з 8:30 по 16:30 щоденно, але відвідувачі можуть залишатися у саду до 17:30.
Ботанічний сад відкритий протягом всього року.

## Історія
Починаючи з 1940 року британський натураліст і любитель орхідей Чарльз Х. Ланкестер вивчав і вирощував епіфітні рослини Коста-Рики. Він присвятив своє життя створенню приватного саду на своїй фермі. Після його смерті стала очевидною важливість збереження саду. Завдяки спільним зусиллям Американського товариства любителів орхідей (American Orchid Society) та Асоціації садівництва Стенлі Сміта сад був подарований Університету Коста-Рики 2 березня 1973 року.

## Опис ботанічного саду
Ботанічний сад Ланкестер має колекцією орхідей, яка є однією з найбільших у світі, тут росте майже 15 000 орхідей близько 1000 видів, більшість з яких з Центральної Америки. Більшість видів орхідей квітне в період з лютого по квітень.
Ботанічний сад також має інші колекції тропічних рослин:
- Колекція пальмових, у тому числі персикова пальма (Bactris gasipaes) і декоративні рослини роду хамедорея (Chamaedorea).
- Колекція бамбука, одна з найважливіших колекцій в країні, і гай Phyllostachys Aurea.
- Колекція Heliconias, де більш ніж 100 місцевих і екзотичних видів Heliconia росте разом з банановими, марантовими (Marantaceae) і імбирними рослинами.
- Колекція бромелієвих.
- Кактуси, агави, товстолисті, молочайні і лілійні.
- Ліс з різними видами дерев площею приблизно 6 гектарів.

Ботанічний сад є складовою частиною Університету Коста-Рики і організовує різні відкриті курси, де можна дізнатися все, що пов'язано з вирощуванням орхідей і використанням лікарських рослин.
Площа саду 10,7 га. Від ботанічного саду до Сан-Хосе, столиці Коста-Рики, близько 45 хвилин на машині.

## Галерея

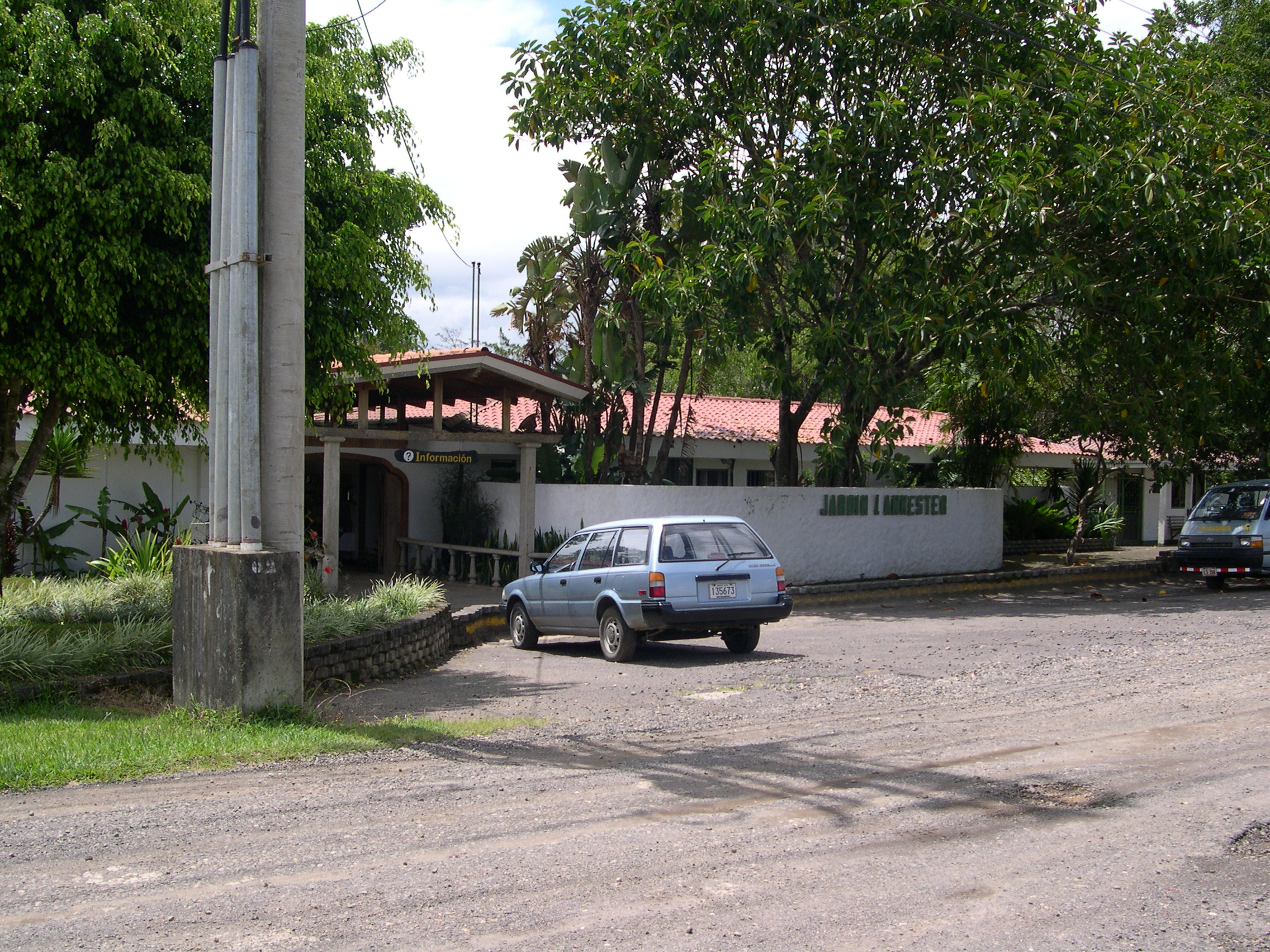
Вхід в ботанічний сад
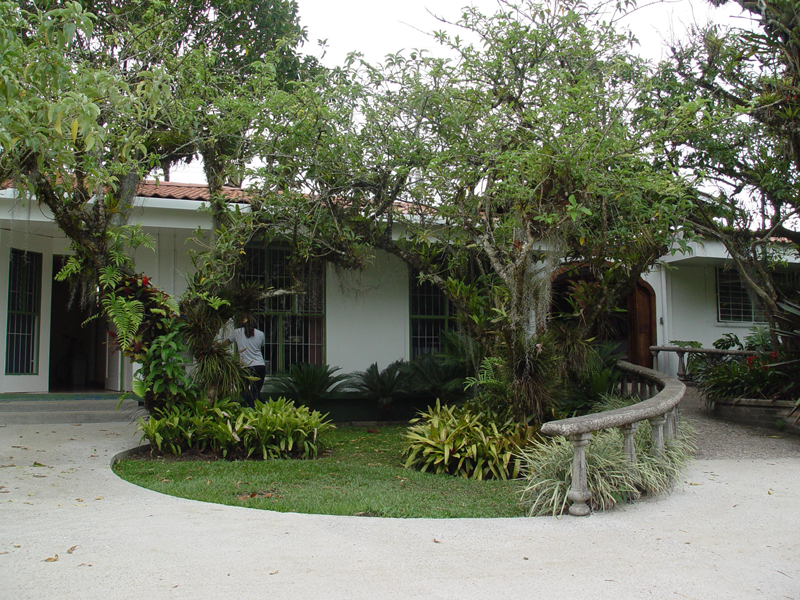
Вид на ботанічний сад Ланкестер
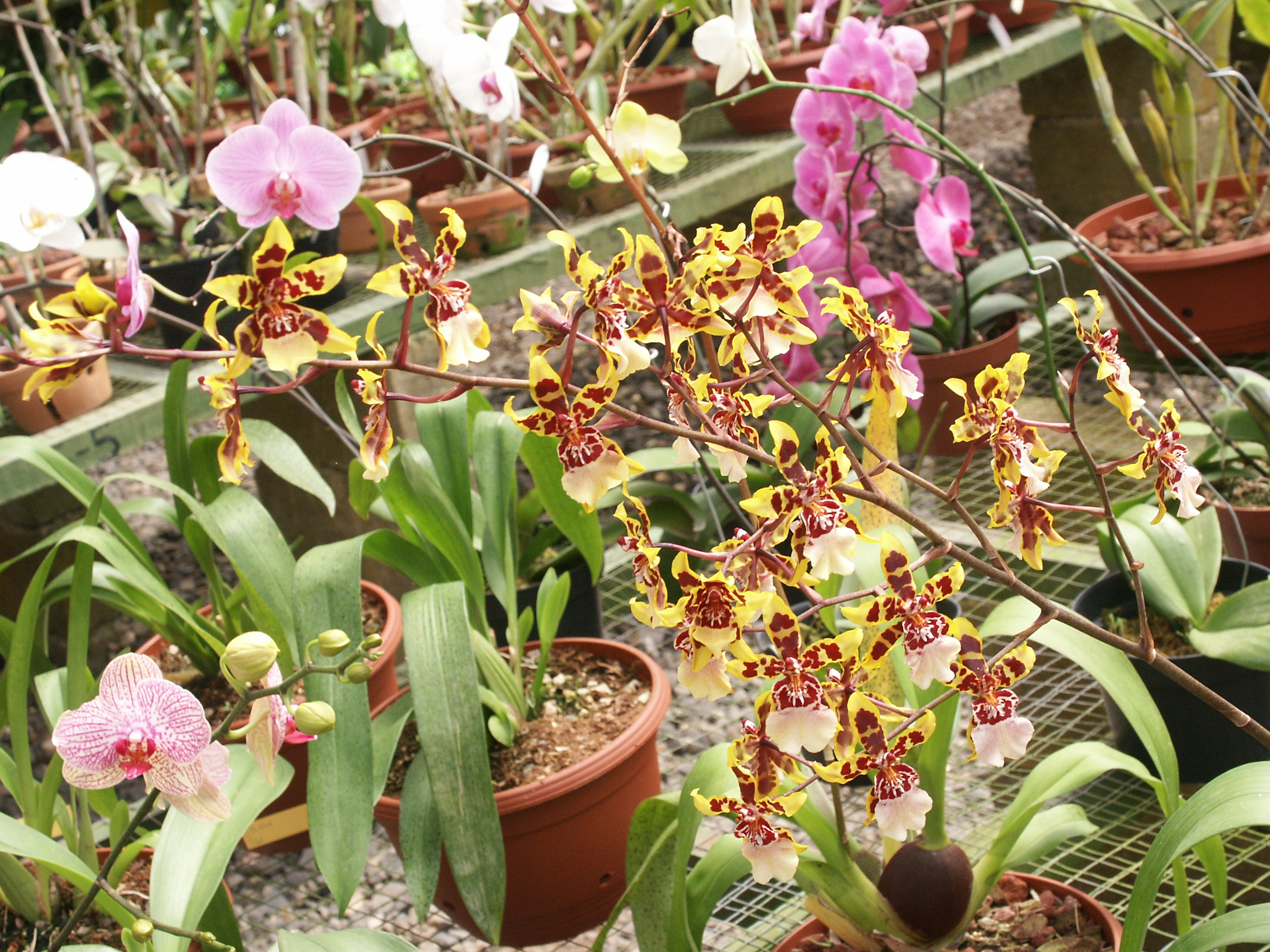
Орхідеї
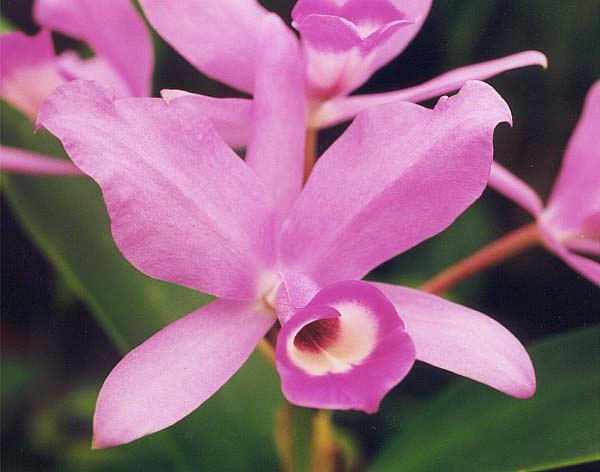
Guarianthe skinneri, національна квітка Коста-Рики